# Hermann Umpfenbach
Hermann Umpfenbach (* 7. März 1798 in Mainz; † 16. März 1862 in Gießen) war ein deutscher Mathematiker. 

## Leben
Umpfenbach studierte ab 1817 in Gießen Mathematik und wurde 1821 promoviert. 1820 habilitierte er sich als Privatdozent und wurde am 9. Januar 1823 außerordentlicher, am 25. November 1825 ordentlicher Professor der Mathematik an der Universität Gießen. 1838 folgte er dem im Jahr zuvor verstorbenen Georg Gottlieb Schmidt als Direktor der alten Gießener Sternwarte sowie des meteorologischen, mathematischen, physikalischen, technischen und architektonischen Kabinetts. Die Instrumentensammlungen von Physik und Technik gingen bald an Heinrich Buff über, die architektonische Sammlung an Hugo von Ritgen. Umpfenbach schrieb zwischen 1821 und 1834 mehrere Lehrbücher der Mathematik. Am 26. Dezember 1858 wurde er zum Geheimen Finanzrat ernannt. Er war verheiratet mit Emilie Klotz (1805–1859), mit der er drei Söhne hatte, darunter Karl Umpfenbach und Franz Umpfenbach.